# Josef Augusta (Eishockeyspieler)
Josef Augusta (* 24. November 1946 in Havlíčkův Brod, Tschechoslowakei; † 16. Februar 2017 in Jihlava) war ein tschechischer Eishockeyspieler und -trainer.

## Karriere als Spieler
Josef Augusta begann seine Karriere 1956 in seiner Heimatstadt bei Jiskra Havlíčkův Brod. Damals spielte dieser Verein in der 2. Liga, der zweiten Spielklasse der Tschechoslowakei. Er blieb bis zum Ende der Spielzeit 1963/64 in seiner Heimatstadt, bevor er im Alter von 18 Jahren seinen Militärdienst abzuleisten hatte. Dazu wechselte er zum Armeeklub Dukla Jihlava, für den er bis 1982 spielen sollte.
Schon 1967 gewann er mit Dukla seinen ersten Meistertitel der Tschechoslowakei. In den folgenden fünf Jahren wurde Dukla Serienmeister der ČSSR. Zwei weitere nationale Meistertitel folgten für Augusta 1974 und 1982. Zudem gewann er mit Dukla den Spengler Cup 1965, 1966, 1968, 1978 und 1982. Insgesamt absolvierte er 16 Spielzeiten in der höchsten Spielklasse der ČSSR, in denen er 168 Tore in 552 Partien erzielte.
1982 erhielt Augusta die Erlaubnis, aufgrund seiner Verdienste ins westeuropäische Ausland zu wechseln. Er schloss sich dem VER Selb an und spielte für diesen in der Saison 1982/83 in der 2. Bundesliga. Am Ende der Saison stieg Selb in die Oberliga ab und Augusta beendete seine Karriere.

### International
Seine erste Nominierung für eine Weltmeisterschaft erhielt Josef Augusta für die Welttitelkämpfe 1969, bei denen er mit der Nationalauswahl der CSSR die Bronzemedaille gewann. Weitere Teilnahmen folgten 1974, 1975 und 1978, wobei er jeweils die Silbermedaille gewann.
1976 wurde er für den Canada Cup nominiert und erreichte mit der Auswahlmannschaft das Finale gegen Kanada. Im Finalspiel erzielte er ein Tor zum zwischenzeitlichen 3:3-Ausgleich – letztendlich verloren die Tschechoslowaken das Spiel jedoch mit 5:4 nach Verlängerung. Im gleichen Jahr gehörte Augusta dem ČSSR-Kader bei den
Olympischen Winterspielen an und gewann mit seinem Team erneut die Silbermedaille.
Insgesamt erzielte er in 100 Länderspielen für die Tschechoslowakei 24 Tore.

## Karriere als Trainer
Seit seinem Karriereende arbeitete Augusta als Eishockeytrainer. Zunächst betreute er die Nachwuchsmannschaften von Dukla Jihlava, bevor er 1987 Trainer der Herrenmannschaft wurde. In der Spielzeit 1990/91 war er Assistenztrainer von Jaroslav Holík, als Dukla einen weiteren Meistertitel gewann. Ab 1992 und in der ersten Saison der Extraliga betreute Augusta den AC ZPS Zlín, wurde aber während der Saison entlassen. Zusammen mit seinem Co-Trainer Miloš Říha wechselte er zum HC Olomouc, mit dem er 1994 Tschechischer Meister wurde. Danach wurde er vom italienischen HC Alleghe verpflichtet, bevor er 1995 nach Jihlava zurückkehrte. Dort wurde er aufgrund von sportlichem Misserfolg entlassen und betreute in den folgenden drei Jahren die B-Nationalmannschaft Tschechiens.
Ab 1999 betreute Augusta die tschechische Nationalmannschaft als Assistenztrainer von Ivan Hlinka. Bei der Weltmeisterschaft 1999 gewannen die Tschechen die Goldmedaille. Trotz dieses Erfolges trat Hlinka im Februar 2000 als Nationaltrainer zurück und wurde Cheftrainer der Pittsburgh Penguins aus der National Hockey League. Daraufhin wurde Josef Augusta Cheftrainer der Nationalmannschaft und gewann mit dieser sowohl 2000, als auch 2001 die Goldmedaille bei der Weltmeisterschaft.
Nach dem fünften Platz der Nationalauswahl bei den Olympischen Winterspielen 2002 in Salt Lake City trat Augusta von seinem Amt zurück und wurde durch Slavomír Lener ersetzt. Zwischen 2002 und 2003 arbeitete er als Geschäftsführer beim HC Havířov. Zu Beginn der Spielzeit 2005/06 wurde er Cheftrainer des HC Slovan Bratislava, wurde aber zum Jahresende 2005 entlassen. Danach arbeitete er als Fernsehkommentator.
Ab 2008 stand Josef Augusta wieder bei Jihlava unter Vertrag. In der Spielzeit 2008/09 der 1. Liga war er Assistenztrainer von Karel Dvořák. In der Saison 2009/10 war er Cheftrainer von Dukla.

## Privates
Im Februar 2017 verstarb Augusta nach langer Krankheit in Jihlava.
Sein Sohn Patrik ist ein ehemaliger Eishockeyspieler und fungiert seit 2008 als Manager des HC Dukla Jihlava.

## Erfolge und Auszeichnungen
- Tschechoslowakischer Meister 1967, 1968, 1969, 1970, 1971, 1972, 1974, 1982 mit Dukla Jihlava
- Tschechoslowakischer Meister 1991 mit Dukla Jihlava (als Assistenztrainer)
- Tschechischer Meister 1994 mit dem HC Olomouc (als Cheftrainer)

### International
Eishockey-Weltmeisterschaften
- Goldmedaille – 1999, 2000 und 2001 (als Cheftrainer)
- Silbermedaille – 1974, 1975 und 1978 (als Spieler)
- Bronzemedaille – 1969 (als Spieler)

Olympische Winterspiele
- Silbermedaille – 1976 (als Spieler)
- 2002 – 5. Platz (als Cheftrainer)

Canada Cup
- Silbermedaille 1976